# Солодар Цезар Самойлович
Солодар Цезар Самойлович — (14 (27) серпня 1909 — †15 листопада 1992) — радянський письменник, публіцист, журналіст і драматург. Член КПРС. Лауреат премії Ленінського комсомолу. Критик сіонізму, діяч Антисіоністського комітету радянської громадськості.

## Біографія
Народився 27 серпня 1909 року в Вінниці Подільської губернії. У 1930 році закінчив юридичний факультет Київського інституту народного господарства.
Під час Другої світової війни був військовим кореспондентом (1941—1945). Як військовий кореспондент він був присутній при підписанні фельдмаршалом Кейтелем акту про беззастережну капітуляцію німецьких збройних сил.
Працював у газеті «Радянський спорт».
Автор нарисів, комедій, водевілів, гумористичних оповідань, текстів багатьох пісень, оповідань, лібрето для творів Д. Б. Кабалевського.
Був удостоєний звання заслуженого діяча мистецтв, лауреат премії Ленінського комсомолу. Член Комуністичної партії з 1943 року. Член Союзу письменників СРСР.
Пішов з життя 15 листопада 1992 року. Похований на Кунцевському кладовищі Москви, дільниця № 10.

## Нагороди та звання
- Премія Ленінського комсомолу (1982) — за публіцистичні книги для молоді
- Заслужений діяч мистецтв СРСР

## Публіцистичні книги
- 1972 — Кассиль і про Кассіля
- 1976 — Подвійні (З циклу нарисів. Бібліотека журналу «Огоньок»)
- 1977 — «Дика полинь» — перевидавалася 3 рази тиражами від 200.000 до півмільйона екземплярів. АНОТАЦІЯ — Книга лауреата премії Ленінського комсомолу, написана в жанрі художньої публіцистики, спрямована проти сіонізму — одного з головних загонів антикомуністичних сил. Особисті враження, справжні документи, конкретні імена — все це дає право письменникові вести з читачем живу і доказову розмову про звіриний лику міжнародного сіонізму.
- 1980 — Лицеміри
- 1981 — Брехня
- 1984 — Ситцевий бал
- 1985 — Переховувачі (рос. Укрыватели)
- 1987 — «Крах»
- 1982 — «Темна завіса» (Москва. Изд. «Молодая гвардия») — тричі перевидавалася тиражами 100 тис. примірників. АНОТАЦІЯ — В основу цієї книги лягли особисті спостереження письменника, який побував в багатьох країнах, де він мав можливість безпосередньо познайомиться з діяльністю різних сіоністських організацій. Письменник показує методи, прийоми сіоністів в їх боротьбі за уми молоді, викриває їх політичну мімікрію. Перше видання книги «Темна завіса» отримало широкий громадський резонанс і було удостоєно премії Ленінського комсомолу. Книга розрахована на масового читача.

## П'єси
- Водевіль «У Лавандовому саду» (1954, Московський театр драми і комедії)
- «Літній день» (1950, Театр ім. Євг. Вахтангова)
- «Любов, директор і квартира» (1956, Центральний театр транспорту)
- «Срібне весілля» (1959, там само)
- «День у ресторані» (1965)
- «Коли догорають вогнища» (1965, Театр «Ромен»)
- «Пелена»[4]

## П'єси для дітей
- «Хлопчик з Марселя» (1951, Ленінградський ТЮГ)
- «У лісового озера» (1952, Ленінградський ТЮГ)
- «Правда про старий кинджал» (1965, Тульський театр)

## Сценарії
- Кінофільм „Бушує «Маргарита»“ — 1970, СРСР, Творче об'єднання «Екран»
- Кінофільм „«Блакитний лід»“ — 1970, спільно з — Юрієм Нагібіним

## Лібрето
Лібрето для творів Д. Д. Кабалевського:
- Опера «У вогні» (1943)
- Оперета «Весна співає» (1957),
- Кантата «Песня утра, весны и мира» (1958)

## Тексти пісень
- Алтай золотой (С.Туликов) 1960
- Амурская краснофлотская (В.Мурадели) 1938
- Большая родня (К.Листов)
- Волжанка (А.Новиков)
- Всё равно (Ю.Милютин)
- Говорит комсомол (О.Фельцман)
- Дружное наше звено (И.Дунаевский)
- Здравствуйте, наш участковый
- Казаки (братья Покрасс) — «Казаки, казаки, едут, едут по Берлину наши казаки…»
- Комсомольская путёвка (С.Туликов)
- Красноармейский марш (К.Листов)
- Любовь — не картошка (М.Бак)
- Мы ребята с Целины (П.Аедоницкий)
- Отдых — это не безделье (Д.Кабалевский) 1957 — „Каждый день колхозу дружно помогает наш отряд; «Белоручек нам не нужно!» — пионеры говорят“
- Парень городской (К.Листов)
- Песня защитников мира (А.Лепин)
- Песня молодости (Л.Бакалов)
- Песня о Ленине (О.Фельцман)
- Песня о Родине (Д.Кабалевский) 1970 — (из кантаты «О родной земле»)
- Песня о четырёх братьях (И.Дунаевский)
- Пионерская клятва (И.Дунаевский)
- Пионерские мечты (Л.Бакалов)
- Поди попробуй, угадай-ка (А.Лепин)
- С тобой (братья Покрасс)
- Чемпионы нашего двора (Д.Кабалевский) — «С физкультурой крепко дружим, Эта дружба — навсегда!»
- Элефтерия (О.Фельцман)
- «Принесли мне в землянку посылку…»
- «А ну, ребята, в ногу. Шагаем смелей вперёд. По светлым широким дорогам Родина к счастью идет!»
- «Эх, ребята, не впервой нам поить коней казацких из чужой реки» (1945)
- «Мы все по зову нашей Родины смело ринемся в бой, как один…»
- «Пути широкие, пути далекие, открыла ты, Родина нам…» (1947)
- «Сталину великому песня молодёжная Звонким переливом свой привет несёт!» (1938)
- «Шагай ровесник, дерзай ровесник, Отчизне отдай молодую судьбу…»
- «Прихожу я в дома на рождения и на свадьбы тоже прихожу, но коль надо — не скуплюсь на внушения…»
- С первым солнечным лучом наша песня встаёт (1958)
- «… В дорогу комсомольская путёвка нас зовёт, и песня у порога провожает нас, друзья, в поход…» (1959)
- «…. И собрать золотой урожай для страны пионеры помочь должны!…» (1961)
- «Молодёжь Страны Советов, лучезарная, как май, солнцем сталинским согрета, выше знамя поднимай!..»
- «И отцовская дорога нас к победе приведет»
- «Мы славим, мы славим народ наш чудесный…»